# 남자 메이저 골프 대회

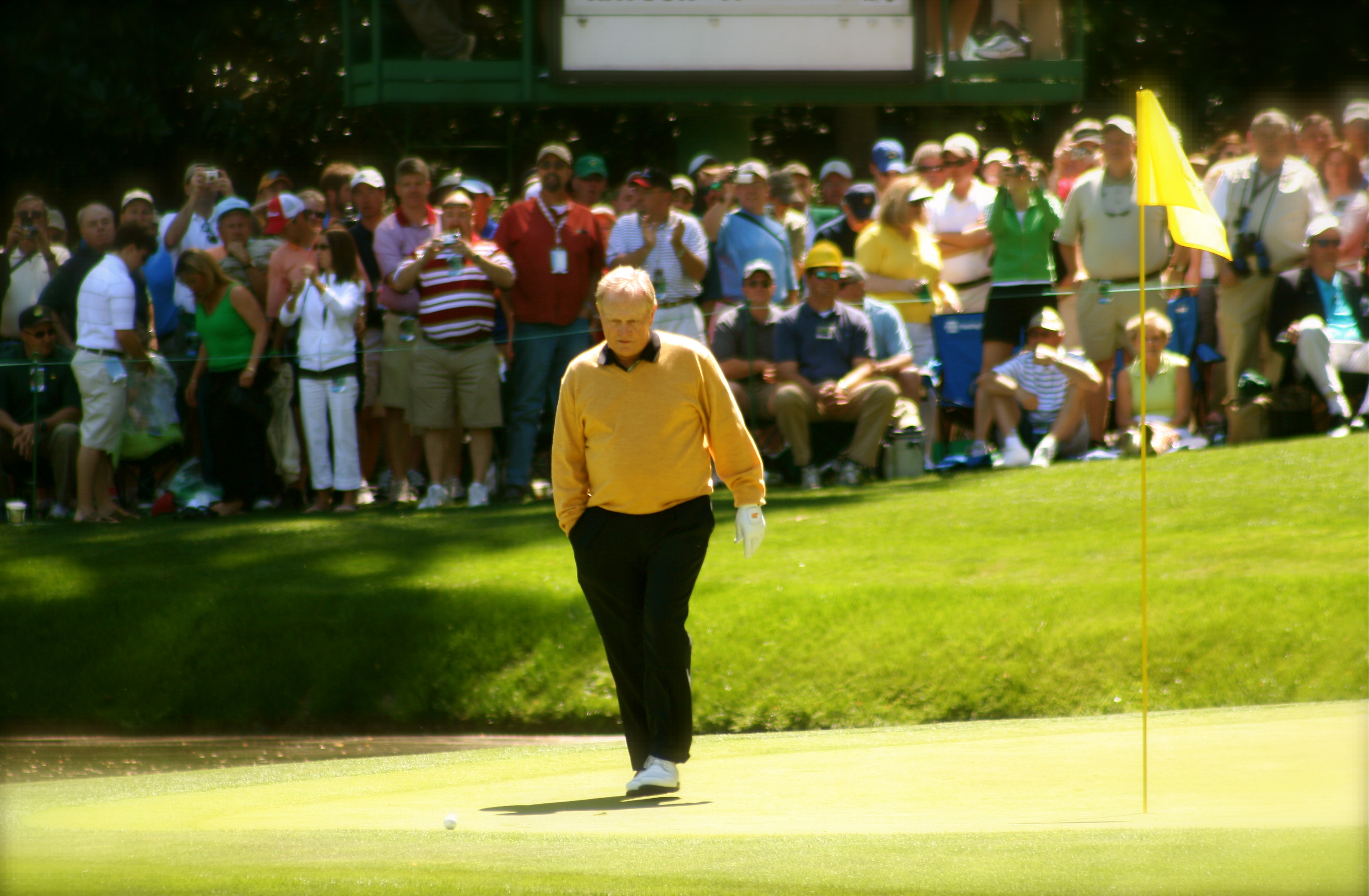
잭 니클라우스는 메이저 대회에서 18회 우승하였다.

일반적으로 메이저 대회로 알려져 있고 간단히 메이저라고도 불리는 남자 메이저 골프 대회는 프로 골프에서 가장 권위있는 네 개의 연간 토너먼트이다. 대회 날짜순으로 나열하면 다음과 같다.
- 4월: 매스터스 토너먼트
- 5월: PGA 챔피언십
- 6월: US 오픈
- 7월: 디 오픈 챔피언십

## 같이 보기
- 여자 메이저 골프 대회